# Gustaf Ekman (1804–1876)
Gustaf Ekman, född 29 maj 1804 i Göteborg, död 3 maj 1876 i Långbanshyttan i Färnebo församling, var en svensk metallurg, bruksdisponent och politiker.

## Biografi
Ekman studerade vid Uppsala universitet från 1821, han avlade hovrättsexamen 1823 och bergsexamen 1825. Han var auskultant i Bergskollegium 1825 och hade praktik vid Motala verkstad och Göta kanal. Han studerade 1826–1827 vid Bergsskolan i Falun och var från nyåret 1827 anställd som elev vid masmästeriet på Jernkontoret. Gustaf Ekman företog 1828–1829 en studieresa till Norge, England, Belgien, Tyskland och Österrike. Mellan 1830 och 1836 tjänstgjorde han sedan som översmidesmästare i Jernkontoret, först som vikarierande och från 1833 som extraordinarie. År 1832 tilldelades han också Jernkontorets stora guldmedalj. Han övertog 1836 ledningen av Lesjöfors bruk, som 1813 köpts av Ekman & Co. Ekman satt som fullmäktig i Jernkontoret 1856–1862, var ledamot i kommittén för undersökning av svenskt järns användning för järnvägsmateriel 1860–1863, ledamot av riksdagens första kammare 1866–1867, ledamot av det första kyrkomötet 1868. Jernkontoret präglade en medalj över honom 1877.

## Entreprenör
Ekonomhistorikern Eli F. Heckscher har beskrivit Gustaf Ekmans insats som måhända ”det ärorikaste bladet i den svenska järnhanteringens historia och till och med i Sveriges hela ekonomiska historia”. Bakgrunden till uttalandet var att man i England under slutet av 1700-talet lyckats framställa stål med stenkol som bränsle. Därigenom var en av de viktigaste konkurrensfördelarna för de svenska bruken mindre avgörande, nämligen den goda tillgången på skog för att framställa träkol. Av transporttekniska skäl var det nämligen vid denna tid omöjligt att i större utsträckning övergå till stenkol eller koks i den svenska järnhanteringen.
"Ekmans vällugn" (även kallad "gasvällugn" och "koltornsvällugn"), som han uppfann 1843, hade fördelen att den kunde eldas med inhemskt bränsle och ändå uppnå samma höga temperaturer (gulvarmt järn) som engelska järnverk gjorde med stenkol. Därmed blev det möjligt att fullt ut införa lancashiresmidet och valsverksdrift i Sverige och svenskt järn kunde åter konkurrera med det engelska. Ugnen blev mycket populär i Sverige och Norge. Sättet att generera gas ur ved användes också för gengasdrift av bilar under andra världskriget. Ekman brydde sig aldrig att ta ut patent på uppfinningen, eftersom han ville främja järnhanteringen i hela landet. Järnkontoret löste ut Ekmans patent så att det skulle bli tillgängligt för hela svenska industrin.
Ekman utvecklade torkning av torv och ved vid Lesjöfors Bruk. På så sätt blev han undantagen från statens koncessionskrav på begränsning av produktion (som var kopplad med tillgången på träkol). Han använde restgaserna från Lancashireugnarna till att torkning torv och ved (ritningar i Värmlands Bergsmannaförening) (samt patentbrev). Detta utgjorde en del av utvecklingen av ökad frihandel i Sverige.
Ekman anställde skogvaktare från Tyskland för att öka produktionen av virke från skogen vilket var banbrytande.
Ekman utvecklade även ekonomiska kalkyler, bland annat genom att utveckla bokföringen för att kunna härleda kostnader, inte minst energihushållningens påverkan på produktionskostnaden. Han skriver i ett brev om denna arbetsamma prisjakt för att reducera kostnader och priset per enhet, för att överleva som tillverkare.
I Bruksarkivet finns en platsansökan från en tidigare folkskoleelev. Den var oöppnad då Ekman kände alla, trots att personen blev anställd och arbetade hela sitt liv på bruket. Gustav Ekman följde mycket nära platsens folkskola och dess elever.
Viktigt för Gustav Ekman var utvecklingen av kvalitet. Han anställde mycket kända personer för kvalitetsutveckling som till exempel Johan August Brinell (uppfinnaren av Brinellskalan). Andra personer anställdes med tekniska funktioner, vilket annars inte var vanligt på denna tid. De kom senare att flytta till andra järnbruk, där de fick ledande positioner. Exempelvis utvecklingen av kallvalsningen vid Munkfors Bruk. Den hårda konkurrensen ställde krav på högre kvalitet för att öka produktionen, och få bra pris på försålda produkter.
Ett kärt område för Gustav Ekman var framtagning av stål genom så kallad puddling, produktion av puddelstål. En puddelugn finns bevarad vid Surahammars museum.
Sverige lyckades därför behålla en stark ställning inom nischer där träkolen fortfarande bidrog till en unik kvalitet. Sveriges järnindustri kunde därigenom överleva under några kritiska decennier innan nya teknologiska genombrott gjorde att även svensk stålindustri kunde börja gå ifrån träkolet. Omställningen krävde dock samtidigt stora investeringar och många mindre järnverk fick därför slå igen.

## Familj
Gustaf Ekman var son till grosshandlaren och kommerserådet Gustaf Henric Ekman – delägare i handelsfirman Ekman & Co. – och Gustava Törngren (1786–1851, gifta 1803). De tillhörde släkten Ekman från Göteborg. Ekmans yngre bröder var Johan Jacob Ekman (född 1815) och Carl Edvard Ekman (född 1826). Deras kusin var affärsmannen och filantropen Johan Oscar Ekman (född 1812). Gustaf Ekman gifte sig den 13 november 1836 med Carolina Lovisa Wahlberg (1805–1882). Barn: Ernst Gustaf (1838–1854), Anna Elisabeth (1839–1840), Johan Wilhelm (1842–1907), Hedvig Maria Emilia (1844–1870), Hilda Charlotta, (1846–), Gustaf Henrik, (1848–1870), Augusta Elisabeth (1850–1872).

## Övrigt
Gustaf Ekman inrättade folkskolor i Lesjöfors, Långbanshyttan och Persberg, ordnade föredrag och pensionskassa för sina arbetare och som riksdagsman i första kammaren 1867 poängterade han vikten av undervisning i naturvetenskap. År 1868 tilldelades han Jernkontorets belöningsjetong i guld. Han är begravd på Rämmens kyrkogård. En minnessten finns vid herrgården i Lesjöfors.

## Utmärkelser
Ekman blev ledamot av Vetenskapsakademien 1847, riddare av Nordstjärneorden 1850, kommendör av Vasaorden 1861, kommendör av Nordstjärneorden av första klassen den 14 maj 1873.